# Коррехидор
Коррехидо́р (исп. corregidor — букв. исправник, от соrregir — исправлять, корректировать) — административная и судебная должность в городах и провинциях феодальной Испании, а также в её колониях.
Должность была учреждена в XIII веке в Астурии (по другим данным, должность учредил в 1393 году король Кастилии Энрике III). 
Коррехидор назначался испанским монархом и осуществлял, в основном, функции надзора над местной администрацией и судьями. В XVI веке, после завоевания Испанией Центральной и Южной Америки в районах с преобладанием индейского населения стали создаваться особые округа (коррехимьенто), во главе которых стоял коррехидор, ведавшими организацией принудительного труда индейцев, сбором налогов и пр. В испанских колониях на Филиппинах коррехидоры выполняли аналогичные функции.
Должность коррехидора была упразднена в колониях в XVIII веке, а в Испании — в 1833 году.